# NGC 4470
NGC 4470 = NGC 4610 ist eine Spiralgalaxie mit ausgedehnten Sternentstehungsgebieten vom Hubble-Typ Sa im Sternbild Jungfrau nördlich der Ekliptik. Sie ist schätzungsweise 58 Millionen Lichtjahre von der Milchstraße entfernt und hat einen Durchmesser von etwa 30.000 Lichtjahren. Unter der Katalognummer VVC 1205 wird sie als Mitglied des Virgo-Galaxienhaufens gelistet.

Im selben Himmelsareal befinden sich u. a. die Galaxien NGC 4465, NGC 4466, NGC 4467, NGC 4472.
Das Objekt wurde vom deutsch-britischen Astronomen Wilhelm Herschel zweimal entdeckt; am 23. Januar 1784 (Entdeckung geführt als NGC 4610) und am 28. Dezember 1785 (geführt als NGC 4470).